# نايانتارا
نايانتارا (بالماليالامية: നയന്‍ താര)‏، (ولدت ديانا مريم كورين في 18 نوفمبر عام 1984)،  هي ممثلة هندية والتي عملت في السينيما المالايالامية، والتاميلية والتيلوجوية.بعد العديد من النجاحات التجارية مثل تشاندراموكي، غاجيني، بيلا ويارادي ني موهيني، أصبحت واحدة من الممثلات الرائدات في سينما التاميل. 

## حياتها المبكرة
تلقت تعليمها في أجزاء مختلفة من الهند (التاميل نادو وكيرالا)، حيث كان والدها يعمل في سلاح الجو الرسمي. كانت نايانتارا مسيحية سورية أرثوذكسية عند ولادتها. التحقت بمدرسة باليكامادوم الثانوية في مدينة ثيروفالا،  ثم يكلية مارثوما في مدينة ثيروفالا وحصلت على درجة البكالوريوس في الأدب الإنكليزي. وهي من مواليد مدينة تيروفالا، في مقاطعة باثاناميثيتا، في ولاية كيرالا. 

## حياتها المهنية

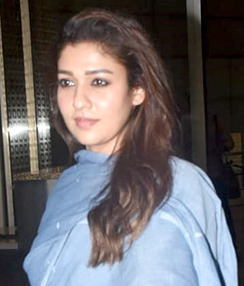
نايانتارا، 2023

نايانتارا، والتي كان اسمها مريم ديانا كورين، تم اختيارها كأول وصيفة في مسابقة ولاية كيرالا لأفضل عارضة أزياء عام 2003، التي أجراها نادي ثريثر الإعلاني. مما قدم لها عددا قليلا من الفرص في عرض الأزياء للإعلانات. وبينما كانت في الكلية، شوهدت من قبل المخرج ساتيان أنثيكاد ومثلت في مواجهة الممثل جايارام في فيلم ماناسيناكاري وبعد ذلك، شاركت في البطولة بالاشتراك مع الممثل موهانلال في فيلم ناتوراجافو وفي فيلم فاضلز فيزماياثومباثو  كمامثلت أيضا مع مامووتي في فيلم ثاسكارافيران (يسمى في التاميلية بـ يوفاراج) وراباكال.
قامت أيضا بدور البطولة في العديد من الأفلام التاميلية والتيلوجوية. مثلت في مواجهة الممثل ساراث كومار في فيلم أيا ومع راجنيكانث في فيلم تشاندراموكي أفلامها اللاحقة وهي : فيلم فالافان (تاميلي) وفيلم يوجي (تيلوغو) فشلت باستثناء الفيلم التاميلي غاجيني. لكنها استعادت العرش في كولووود بالتمثيل أمام الممثل أجيت كومار في الفيلم الظريف والرائع بيلا 2007 وأمام الممثل أيجان، وجوزيف فيجاي في فيلم فيللو  وأمام فيشال في فيلم ساثيام فأصبحت واحدة من أعلى الممثلات أجرا في جنوب الهند. وحقق فيلم يارادي ني موهيني والذي صدر في عام 2008 أيضا نجاحا هائلا، وتلقى سبعة ترشيحات في جوائز فيلم فير الجنوبية السادسة والخمسين، بل كان واحدا من أعلى الأرباح على الإطلاق في الأفلام التاميلية لهذا العام.وهي حاليا تقوم بعمل فيلم آدافان أمام الممثل سوريا سيفاكومار. 

## قائمة الأفلام
| العام | الفيلم           | الدور          | اللغة:            | ملاحظات أخرى                            |
| ----- | ---------------- | -------------- | ----------------- | --------------------------------------- |
| 2003  | ماناسيناكاري     | جوري           | الماليالام        |                                         |
| 2004  | فيزماياثومباثو   | ريثا ماثيوز    | الماليالام        |                                         |
| 2004  | ناتوراجافو       | كاترينا        | الماليالام        |                                         |
| 2005  | أيا              | سيلفي          | التاميلية         |                                         |
| 2005  | تشاندراموكي      | دورجا          | التاميلية         |                                         |
| 2005  | ثاسكارا فيران    | ثانكاماني      | الماليالام        |                                         |
| 2005  | راباكال          | جوري           | الماليالام        |                                         |
| 2005  | غاجيني           | شيترا          | التاميلية         |                                         |
| 2005  | سيفاكازي         | نايانتارا      | التاميلية         | ظهور خاص                                |
| 2006  | كالفانين كادهالي | حارثة          | التاميلية         |                                         |
| 2006  | لاكشمي           | نانديني        | التيلجو           |                                         |
| 2006  | بوس              | انورادا        | التيلجو           |                                         |
| 2006  | فالافان          | سوابنا         | التاميلية         |                                         |
| 2006  | ثالايماجان       | ميجهالا        | التاميلية         |                                         |
| 2006  | إي               | جيوتي          | التاميلية         |                                         |
| 2007  | يوغي             | ناندينى        | التيلجو           |                                         |
| 2007  | دبي سينو         | مادهوماثي      | التيلجو           |                                         |
| 2007  | سيفاجي : بوس     | ضيف شرف        | التاميلية         | ظهور خاص                                |
| 2007  | تولازي           | رام فاسوندهارا | التيلجو           |                                         |
| 2007  | بيلا             | ساشا           | التاميلية         | رشح : جائزة فلم فير لأفضل ممثلة تاميلية |
| 2008  | يارادي ني موهيني | كيرثي          | التاميلية         |                                         |
| 2008  | كوسلان           | نايانتارا      | التاميلية التيلجو | في وقت واحد في التيلجو كما كثاناياكودو  |
| 2008  | ساثيام           | ديفالاكشمي     | التاميلية التيلجو | في وقت واحد في التيلجو كما سالوت        |
| 2008  | اآيجن            | ماليكا         | التاميلية         |                                         |
| 2008  | العشرون : 20     |                | الماليالام        | ظهور خاص                                |
| 2009  | فيللو            | جانافي         | التاميلية         |                                         |
| 2009  | أنجانييولو       | أنجالي         | التيلجو           |                                         |
| 2009  | آدافان           | أنجانا         | التاميلية         | قيد التصوير                             |
| 2009  | حارس             | أمو            | الماليالام        | قيد التصوير                             |
| 2009  | أدورس            |                | التيلجو           | قيد التصوير                             |

## وصلات خارجية
- نايانتارا على موقع IMDb (الإنجليزية)
- نايانتارا على موقع أول موفي (الإنجليزية)
- نايانتارا على موقع قاعدة بيانات الفيلم (الإنجليزية)
- نايانتارا على موقع كينوبويسك (الروسية)